# Brundageplatz
Der Brundageplatz ist ein Platz im Münchner Olympiapark in Milbertshofen-Am Hart (Am Riesenfeld).

## Beschreibung
An ihm liegen die BMW Welt im Süden, das Studentenviertel Oberwiesenfeld und der Olympia Tower im Nordwesten, das Olympiadorf und ein Skatepark im Westen, sowie der ehemalige Busbahnhof und der U-Bahnhof Olympiazentrum an der Lerchenauer Straße.
Es ist geplant, den Olympiapark an dieser (bisher asphaltierten) Stelle als Grünen Eingang um 6.000 Quadratmeter zu erweitern.

## Geschichte
Heute steht er unter der Aktennummer E-1-62-000-70 denkmalrechtlich unter Ensembleschutz. Er wurde 1975 nach Avery Brundage (von 1952 bis 1972 Präsident des IOC) benannt.